# Tavastehus järnvägsstation

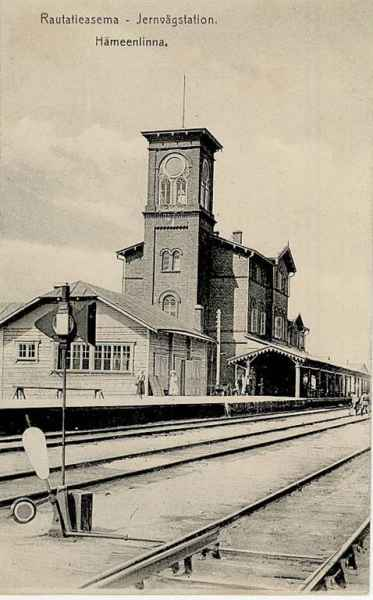
Tavastehus gamla stationsbyggnad.

Tavastehus järnvägsstation är en järnvägsstation på Riihimäki-Tammerfors-banan i staden Tavastehus i det finländska landskapet Egentliga Tavastland. Järnvägsstationen öppnades när järnvägen mellan Helsingfors och Tavastehus stod färdig 1862. Den nuvarande stationsbyggnaden är från 1921 och byggdes i tegel efter ritningar av den finländska arkitekten Thure Hellström.

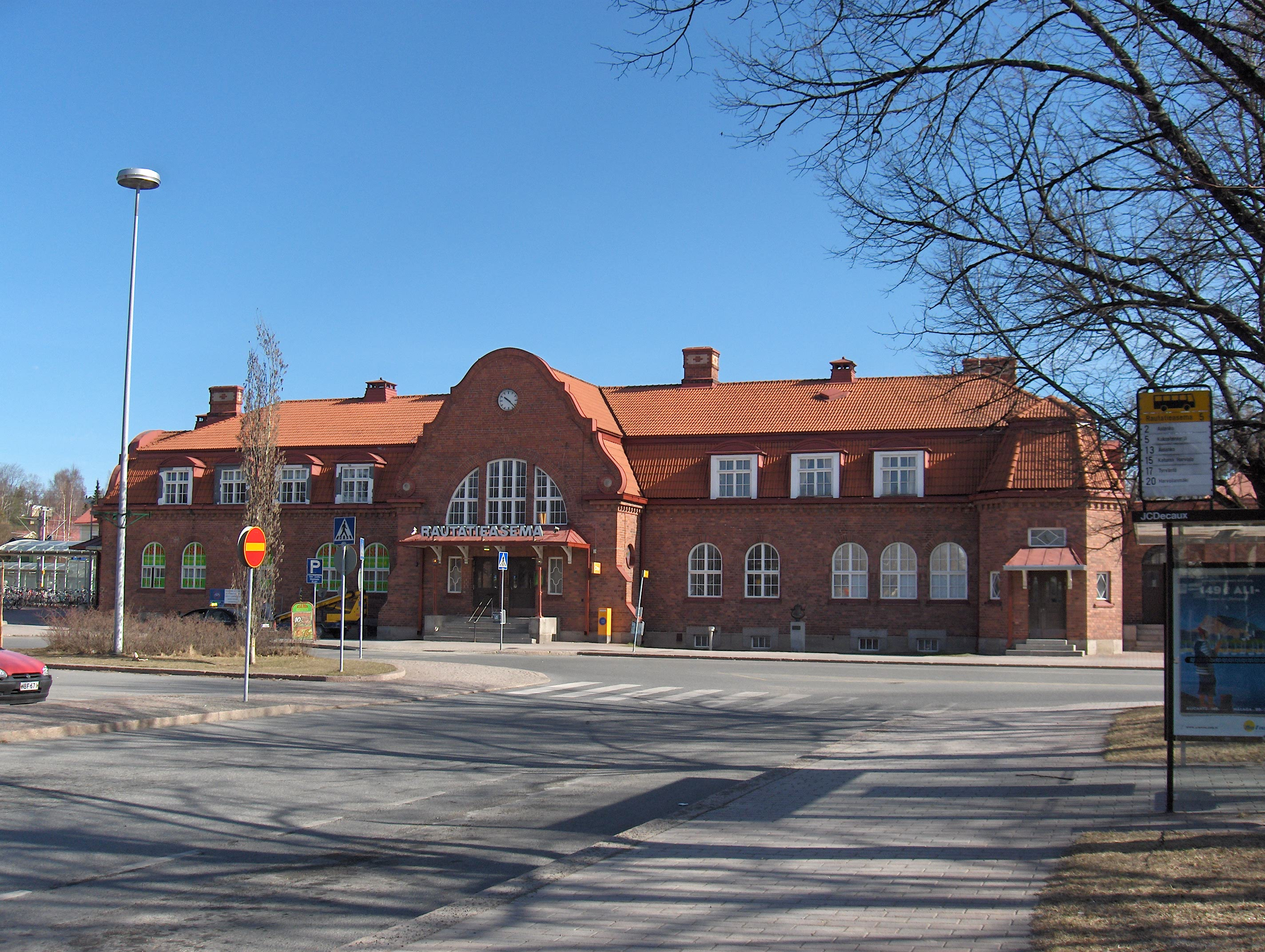
Tavastehus nuvarande stationsbyggnad.